# Ліван
Ліва́н, Ліба́н або Ліба́нон (араб. لبنان, Любнан Арабська вимова: [lɪbˈneːn]), офіційна назва Ліва́нська Респу́бліка (араб. الجمهورية اللبنانية; аль-Джумхурі́я аль-Любнані́я) — країна в західній Азії, що межує на півночі та сході із Сирією, на півдні з Ізраїлем, на заході омивається Середземним морем. Площа 10 452 км², столиця — Бейрут. 
Глава держави — Джозеф Аун, з 9 січня 2025 року; глава уряду — Наджиб Мікаті, з 2021 р.; політична система — конфесійна демократична республіка.
Населення Лівану — близько 5,3 мільйона осіб. Республіка вирізняється надзвичайною релігійною різноманітністю. Основну частину населення Лівану становлять ліванці. У країні також велика кількість біженців із Палестини та їхніх нащадків. Державна мова ― ліванський діалект арабської.
Рельєф: вузька прибережна рівнина, долина Бекаа простяглася з півночі на південь між Ліванським і Антиліванським гірськими хребтами. 
Експорт: цитрусові й інші фрукти, овочі, промислова продукція сусіднім арабським країнам. 
Недавня історія: незалежність від Франції отримана в 1943 р., в 1964 р. в Бейруті була заснована Організація визволення Палестини (ОВП). Громадянська війна між християнами та мусульманами розпочалася в 1975–1976 рр. і завершилася в 1989 р. Таїфською угодою. Просирійська адміністрація була переобрана в 1992 р., але згодом скинута під час Кедрової революції 2005 року.
У березні 2020 року в країні оголосили дефолт. Після цього в країні розпочалася економічна, а потім й енергетична криза. У жовтні 2021 року, через нестачу палива зупинилися дві електростанції країни і країна залишилася без електроенергії на добу. 8 січня 2022 року ситуація повторилася.
17 червня 2023 року дві ТЕС зупинили роботу, майже скрізь зникла електрика — це сталося через несплату боргу енергетичній компанії.
17 серпня 2024 року Ліван було знеструмлено  .

## Природа

### Рельєф місцевості
Для території Лівану характерні гірські й горбисті форми рельєфу. Рівнинні ділянки зустрічаються на узбережжі Середземного моря. До низовин відноситься долина Бекаа, розташована в глибині країни. Територію Лівану можна розділити на чотири фізико-географічні райони:
- прибережна рівнина
- хребет Ліван
- долина Бекаа
- хребет Антиліван із гірським масивом і Еш-шейх (Хермон).

#### Прибережна рівнина
Ширина прибережної рівнини не перевищує 6 км. Вона утворена зверненими до моря серпастими низовинами, обмеженими відрогами хребта Ліван, які вдаються в морі.

#### Хребет Ліван

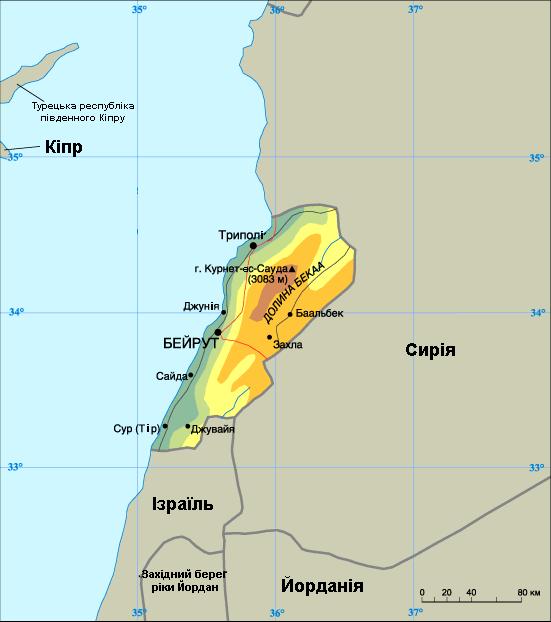
Топографія Лівану

Хребет Ліван утворює найбільший гірський район у країні. Уся територія, складена могутніми шарами вапняків, пісковиків і мергелів, належить до єдиної складчастої структури. Протяжність хребта становить близько 160 км, ширина змінюється від 10 до 55 км. Найвища точка країни гора Курнет-ес-Сауда (3083 м) знаходиться на південний схід від Триполі; помітно нижче друга місцева вершина г. Саннін (2628 м). На сході гори обмежені Бекаа уступом, що обривається до долини, висота якого досягає 900 м.

#### Долина Бекаа
Покрита алювіальними наносами долина Бекаа знаходиться між хребтом Ліван на заході та гірськими ланцюгами Антиліван і Хермон на сході. Максимальні відмітки висот близько 900 м, наголошуються в районі Баальбека, на вододілі р. Ель-Асі (Оронт) і р. Ель-Літані, на півдні.

#### Гори Антиліван і Еш-шейх
Відносяться до протяжних складчастих гірських структур, але в цілому нижче і мають менш складну геологічну будову, ніж хребет Ліван. Утворені могутніми товщами вапняків. Висоти досягають у грядах Антилівана 2629 м і в масиві Еш-шейх 2814 м.

### Клімат
За винятком високогірних районів і деяких частин долини Бекаа клімат Лівану характеризується жарким сухим літом і м'якою вологою зимою, що типове для Середземномор'я. Місцеві мікрокліматичні умови зумовлюються зіткненням вологих повітряних мас із гірськими бар'єрами.
Температури. У прибережній зоні та передгір'ях температури найспекотнішого місяця (серпня) становлять близько 30 °C. В цю пору року вітри, що дмуть із моря підвищують відносну вологість повітря до 70 %. На рівні вище 750 м температури вдень майже такі ж високі, проте вночі вони опускаються до 11–14 °С. Зими м'які (у січні та лютому бл. 13 °C), з різницею денних і нічних температур 6–8 °С. Граничні показники температур у Бейруті, на узбережжі, коливаються від 42 °C літом до -1 °C зимою. Вершини гір покриті снігом протягом пів року, середньомісячні температури на 6–8 °C нижче, ніж у приморській смузі. У долині Бекаа літо прохолодніше (24 °C), а зима холодніша (6 °C), ніж у Бейруті (28 °C і 14 °C).

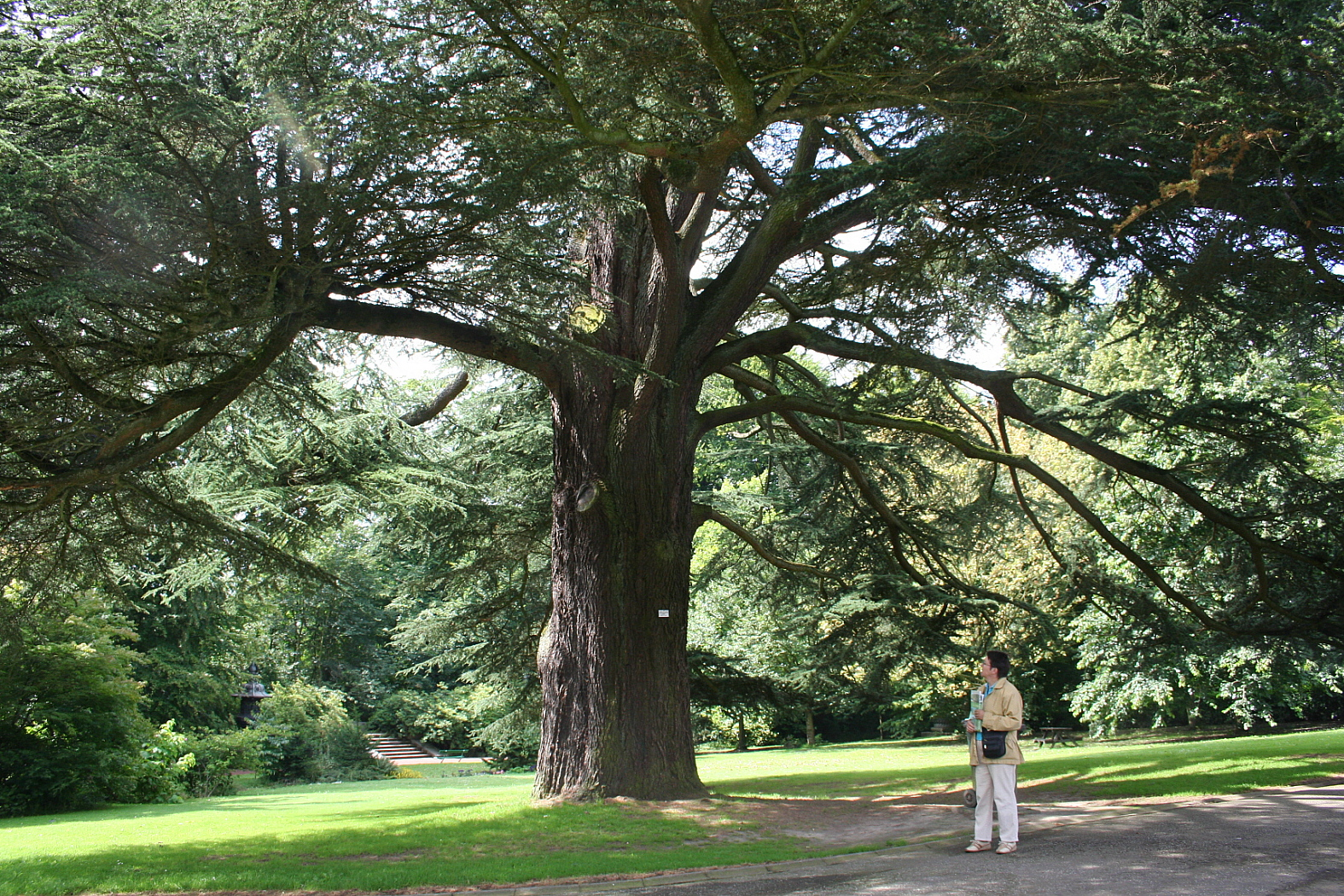
Ліванський кедр

Опади випадають майже виключно взимку. У прибережній зоні та на навітряних схилах гір, звернених до Середземного моря, випадає 750–900 мм опадів на рік, а в районі хребта Ліван, під впливом вологих повітряних мас, може випадати понад 1250 мм. У долині Бекаа, з підвітряної сторони хребта Ліван, значно сухіше: у Ксаре, в центральній частині долини, середньорічний показник становить 585 мм. Антиліван і Еш-шейх зволожені помітно менше, ніж хребет Ліван, але дещо більше, ніж долина Бекаа.
Водні ресурси. Сприятливі природні умови для сільського господарства є тільки на вузькій, але добре зволоженій береговій рівнині. На порізаних схилах хребта Ліван споруджені численні тераси, які зрошуються за рахунок рясних водних джерел і відведені під різноманітні культури: від тропічних, як-от банани, біля підніжжя гір до картоплі та зернових на висотах 1850 м, де проходить верхня межа землеробських районів. На східних схилах хребта Ліван випадає обмежена кількість атмосферних опадів, вони володіють незначними запасами підземних вод. Через це кількість річок, що стікають у долину Бекаа з хребта Ліван на заході та з гір Антиліван і Еш-шейх на сході, невелика. Вапняки, що складають ці гори, активно поглинають запаси вологи, які приносить дощі, і вода виходить на поверхню у східних схилів вже на сирійській території.

## Історія

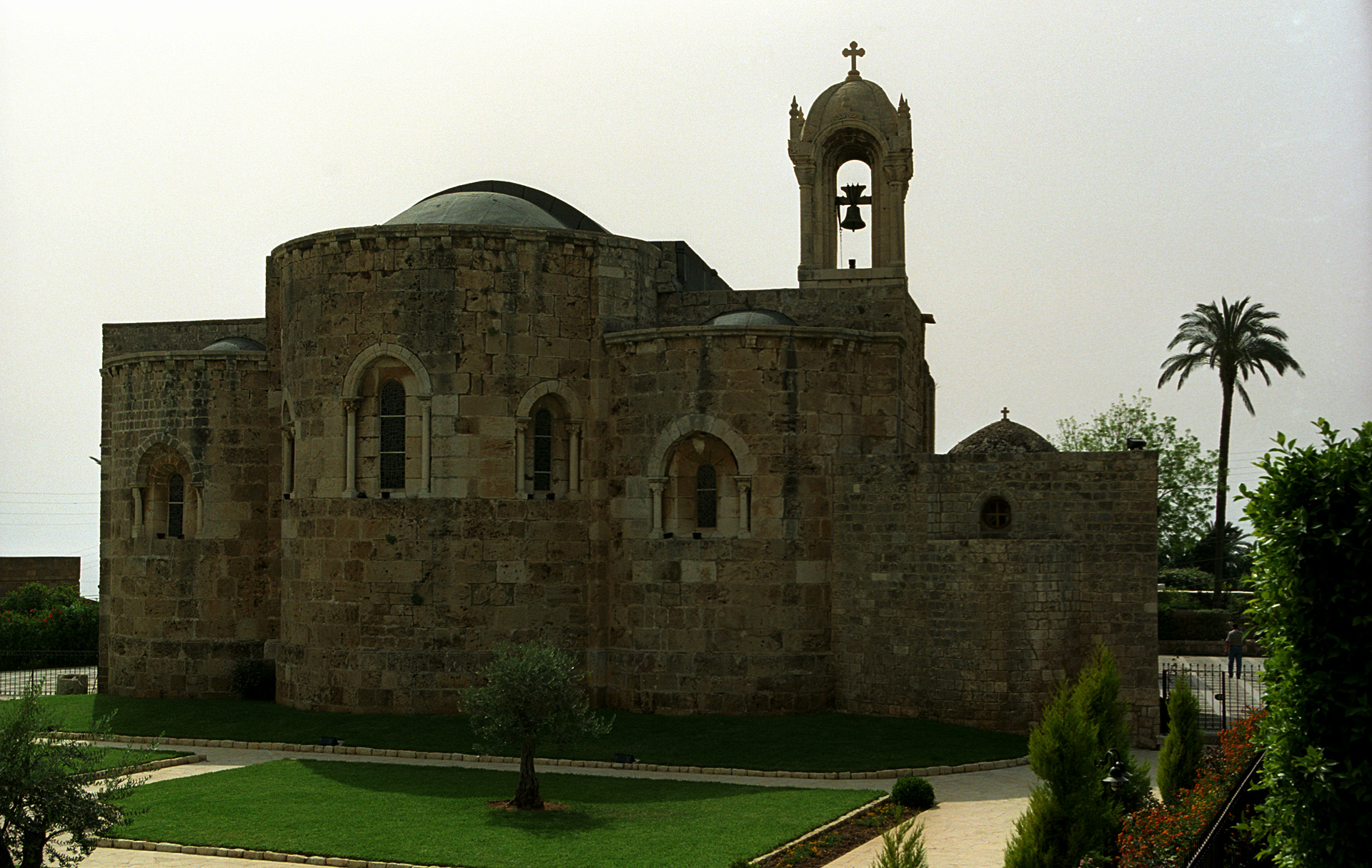
Церква святого Івана-Хрестителя в Біблосі

### Ліван у давнину
Ліван заселений фінікійськими племенами близько 3000 р. до н. е., відтоді його узбережжя отримало назву Фінікія. У VI–IV ст. до н. е. територія Лівану входила до складу Персії, потім до імперії Олександра Македонського, Селевкидів, а з I ст. до н. е. — Римської імперії.

### Арабський вплив
Після арабських завоювань VII століття сюди починає проникати арабська мова й іслам. Процвітаючі міста узбережжя перетворилися на невеликі рибальські села. Гірські райони стали притулком для переслідуваних релігійних меншин. Так, у VII–XI ст. до Північного Лівану з долини р. Ель-Аси (Оронт) переселилася монофелітська християнська громада маронітів. На початку XI ст. в Лівані розповсюдилася релігійна течія друзів (на ім'я одного із засновників навчання Мухаммеда ад-Даразі); друзи поселилися на центральному плато в горах і біля гори Хермон.

### Середньовіччя
У XII столітті територія Лівану увійшла до складу Єрусалимського королівства хрестоносців. З 1261 року Ліван знаходиться у складі Єгипту. Після вигнання хрестоносців з Сирії в 1291 році друзький клан Бухтур затвердився в Бейруті, і його представники поступили на службу до єгипетських мамлюків, що правив у той час у Єгипті та Сирії, як кавалерійські офіцери та намісники. З 1517 року Ліван переходить до складу Османської імперії.

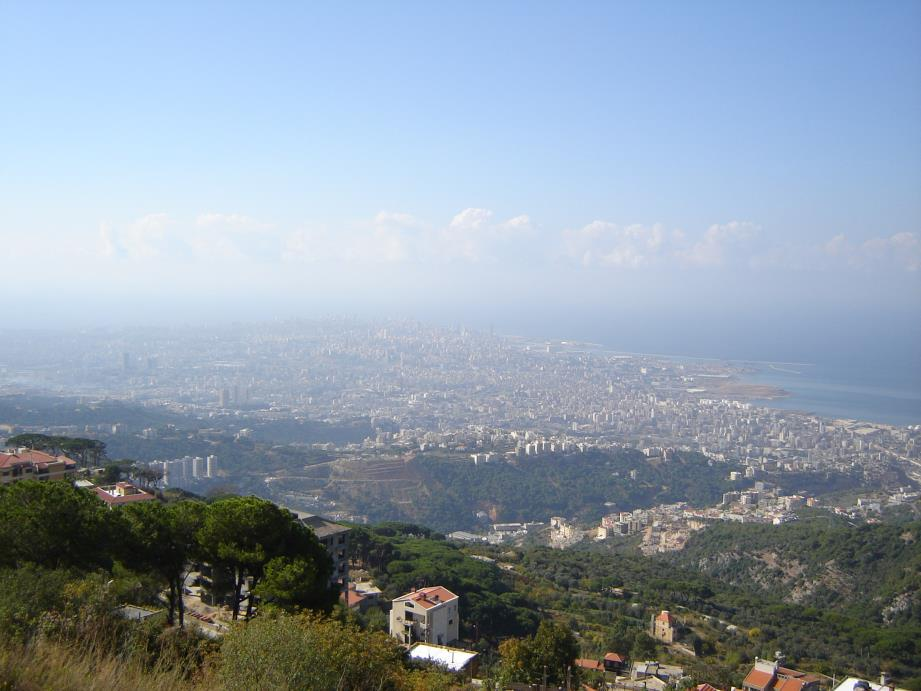
Сучасний Бейрут

### Нова історія
З 1918 р. Ліван підпадає під протекторат Франції. Починаючи з 1934 року президентами Лівану обиралися тільки мароніти. Після 1937 року прем'єр-міністрами призначалися лише суніти. Більшість сунітів Лівану, знаходилися під впливом сирійського націоналізму. Вони вороже віднеслися до французької окупації та виступили за включення Лівану до складу Сирії. З іншого боку, мароніти та частина друзів вітали проголошення незалежності країни й доброзичливо ставились до французів. 1946 року останні британські й французькі солдати покинули територію Лівану.

### Громадянська війна
У 1973 році почалися озброєні зіткнення між ліванськими урядовими військами та палестинськими загонами, створеними переселенцями з Палестини під час Шестиденної війни. Ліванські мусульмани підтримали палестинців, що привело у 1975 році до початку громадянської війни в Лівані, яка закінчилася Таїфською угодою 1989 року. З 1982 року — періодичні сутички з Ізраїлем через напади на Ізраїль палестинських біженців і радикальних мусульманських груп Лівану.

### Сучасна історія
3 вересня 2004 року ліванський парламент не прийняв поправку до конституції, яка дозволила просирійському президенту Емілю Лахуду продовжити термін знаходження на посаді, що привело до значної напруженості. Через це Рада безпеки ООН за ініціативою США та Франції прийняла резолюцію з вимогою вивести з Лівану всі іноземні війська. Сирія неохоче почала вивід військ, але повністю закінчила тільки після вбивства колишнього прем'єр-міністра Лівану Рафіка Харірі 14 лютого 2005 року та хвилі антисирійських протестів, що виникли за цим (Кедрова революція). 12 липня 2006 року Ізраїль почав військову операцію на півдні Лівану з метою витіснення звідти радикальної організації «Хезболла» та припинення її нападів на Ізраїль, яка була закінчена припиненням вогню 14 серпня 2006 року.

### 2006 рік
У червні 2002 р. ЄС та Ліван підписали Угоду про асоціативне членство, яка набрала чинності у квітні 2006 р. Ця Угода містить у собі основу для політичного діалогу, співпраці в області господарської політики, для поступового встановлення зони вільної торгівлі та співпраці в соціальних питаннях.
ЄПС являє собою засіб для сприяння в реалізації власної Програми демократичних і економічних реформ Лівану. Консультації про План дій у рамках ЄПС розпочались у квітні 2006 р. і були прийняті в січні 2007 р.
Приклади сприяння ЄС процесу реформ у Лівані станом на 2006 р.:
- 25-мільйонний Економічний і соціальний фонд за розвиток ЄС допомагає покращувати економічні та соціальні умови груп населення з низьким доходом — сприяє розвитку на місцях й створенню робочих місць для груп знедолених осіб і в нерозвинутих регіонах, у тому числі через програми мікрокредитування.

### Економічна криза
Із 2019 року в країні розпочалася економічна криза.

### Економічна криза і вибух у порту в 2020
У березні 2020 року Ліван оголосив дефолт. Слідом за цим у країні розпочалась економічна криза. За нею відбулась енергетична криза.
4 серпня 2020 року в порту Бейруту стався вибух значної потужності. Більша частина міста отримала руйнування.
Загинуло понад 200 мешканців, ще кілька тисяч було поранено. Вибухнула аміачна селітра, яка зберігалася в порту. Всього вибухнуло 2700 т селітри.. Збитки оцінили в 15 млрд дол.

### Економічна і енергетична криза 2021
9 жовтня 2021 року в Лівані відключили електроенергію у більшості регіонів країни. Це сталося через зупинку двох основних електростанцій. Але вже через добу, 10 жовтня, міністерство фінансів виділило 100 млн дол і електрику подали споживачам. Перебої з електрикою почалися за кілька днів до того. Із 2020 року, після дефолту і відмови виплачувати борг в 1 млрд дол, країна потерпає від фінансової та політичної кризи.
8 січня 2022 знову вимкнули електроспоживання. В країні електроспоживання відсутнє протягом 20–22 годин на добу. Половина населення живе за межею бідності, часто бракує продуктів та води.

## Населення

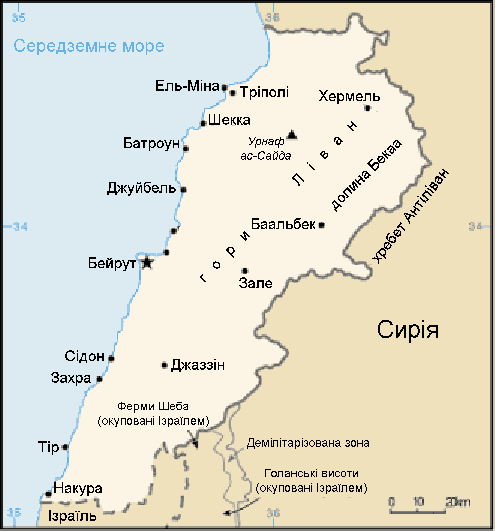
Мапа Лівану

Чисельність населення, по перепису 1970 — 2126 тис.; за оцінкою у 1998-му — 4210 тис., включаючи 370 тис. палестинських біженців. Населення міст: Бейрут — 1,5 млн, Триполі — 200 тис., Захла — 200 тис., Сайда (Сідон) — 100 тис., Тір — 70 тис. Чисельність населення за оцінкою 2003 — 3 млн 800 тис. Приріст населення — 1,34 %, коефіцієнт народжуваності 10,68 на 1000 осіб, коефіцієнт смертності — 6,32 на 1000 осіб. Етнічні групи араби — 95 %, вірмени — 4 %, інші — 1 %.

### Етнічний склад і мова
Ліванський народ належить до семітських народів — нащадків стародавніх фінікійців і арамеїв, що змішалися з семітськими та несемітськими загарбниками, в тому числі з аккадцями, ассирійцями, єгиптянами, персами, греками, римлянами, арабами та європейськими хрестоносцями. Найдавніші мешканці регіону говорили фінікійською мовою, яка зберігала панівне положення аж до 4 століття до н. е., коли її поступово витіснила близька до неї арамейська. У результаті включення Фінікії в імперію Александра Македонського мовою культури й міжетнічного спілкування стала також грецька. Після вторгнення в регіон арабів-мусульман у VII ст. н. е. було потрібно майже п'ять сторіч, щоб арабська мова замінила арамейську (і її різновид сирійську, або сирську) та грецьку мови. Сирійська мова застосовується тільки для релігійних потреб у маронітів, яковитів та сиро-католиків; грецька мова використовується для богослужінь у православних та греко-католиків. Найпоширеніша мова в країні — арабська, представлена декількома діалектами. Близько 6 % населення говорить вірменською. Етнічні групи поділяються на: арабів (95 %), вірмен (4 %) та інших (1 %).

### Релігія
Під час завоювання країни арабами в VII столітті практично все населення Лівану, який у той час знаходився під владою Візантії, сповідувало християнство. Іслам прийшов до Лівану через осілих на його землях, зокрема в великих містах, воїнів-мусульман та завдяки арабськомовним племенам, що поселилися в південних і північно-східних районах країни, переважно мусульманським, хоча деякі з них сповідали християнство. Так, назва гір Джебель Аміль у південному Лівані, можливо, походить від назви конфедерації арабських племен Бану Аміла, які з'явилися на цій території у X столітті. Ці племена були прихильниками шиїзму, і відтоді південь Лівану перетворився на один з основних центрів шиїтів на Близькому Сході.
Секта друзів виникла в XI ст. у Єгипті в середовищі мусульман-шиїтів. Її перші адепти були жителями долини Ет-тайм на півдні Лівану.
Вважається, що за останні 60 років відбулося зниження співвідношення християн і мусульман через вищий рівень еміграції християн і вищий рівень народжуваності серед мусульманського населення [307]. Під час останнього перепису населення в 1932 році християни становили 53 % населення Лівану [288]. 1956 року було підраховано, що 54 % населення було християнським і 44 % мусульманським [288].
Демографічне дослідження, проведене дослідницькою компанією Statistics Lebanon, показало, що приблизно 27 % населення були сунітами, 27 % шиїтами, 21 % маронітами, 8 % православними, 5 % друзами, 5 % мелькітами та 1 % протестантами, а решта 6 % переважно належать до менших християнських конфесій.[307] Всесвітня книга фактів ЦРУ оцінює (2020) наступне (дані не включають значну кількість сирійських і палестинських біженців у Лівані): мусульмани 67,8 % (31,9 % суніти, 31,2 % шиїти, менший відсоток алавітів та ісмаїлітів), християни 32,4 % (католики-мароніти є найбільшою християнською групою), друзи 4,5 %, і дуже невелика кількість євреїв, бахаї, буддистів та індуїстів.[315] Інші джерела, такі як Euronews[316] або мадридський щоденник La Razón[317], оцінюють відсоток християн приблизно в 53 %. Дослідження, проведене Ліванським інформаційним центром на основі реєстраційних номерів виборців, показує, що до 2011 року християнське населення було стабільним порівняно з попередніми роками, становлячи 34,35 % населення; Мусульмани, включно з друзами, становили 65,47 % населення.[318] Дослідження світових цінностей 2014 року стверджує, що відсоток атеїстів у Лівані становить 3,3% [319].

## Адміністративний устрій
Ліван поділяється на 6 провінцій (мохафаза араб. محافظة), котрі своєю чергою поділяються на 25 районів (када араб. قضاء). Райони — на муніципалітети.
| Провінції Лівану | Провінції Лівану | Провінції Лівану              | Провінції Лівану | Провінції Лівану |
| № на мапі        | Українська назва | Оригінальна назва (арабською) | Площа (км²)      | Столиця          |
| ---------------- | ---------------- | ----------------------------- | ---------------- | ---------------- |
| 1                | Бейрут           | محافظة بيروت‎‎                  | 19,8             | Бейрут           |
| 2                | Гірський Ліван   | جبل لبنان                     | 1986             | Баабда           |
| 3                | Північний Ліван  | الشمال                        | 2024,8           | Триполі          |
| 4                | Бекаа            | البقاع                        | 4429             | Захла            |
| 5                | Набатія          | النبطية                       | 1058             | Набатія          |
| 6                | Південний Ліван  | الجنوب‎‎                        | 2000             | Сайда            |

## Державний устрій

### Органи державного управління

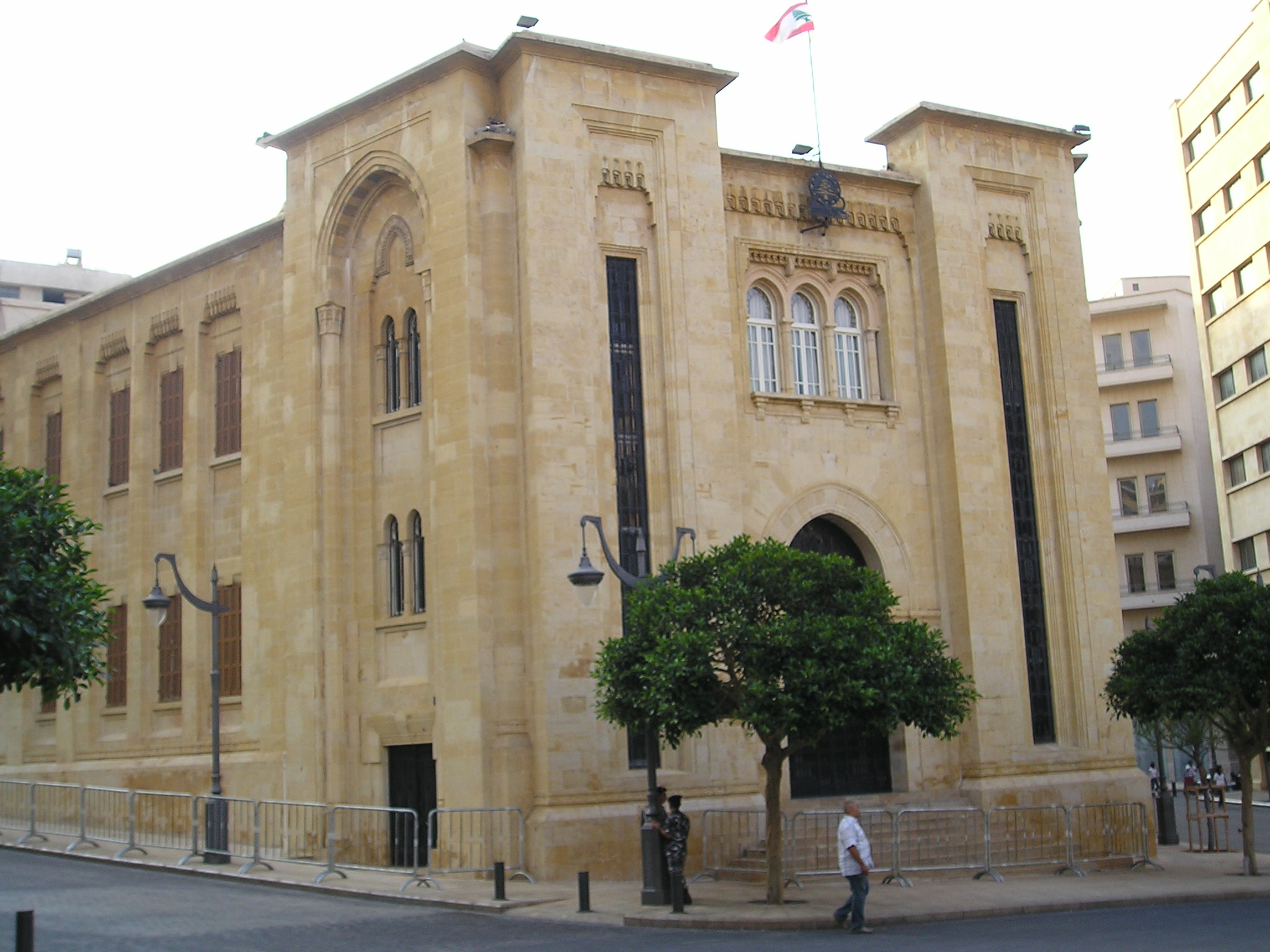
Будівля парламенту Лівану

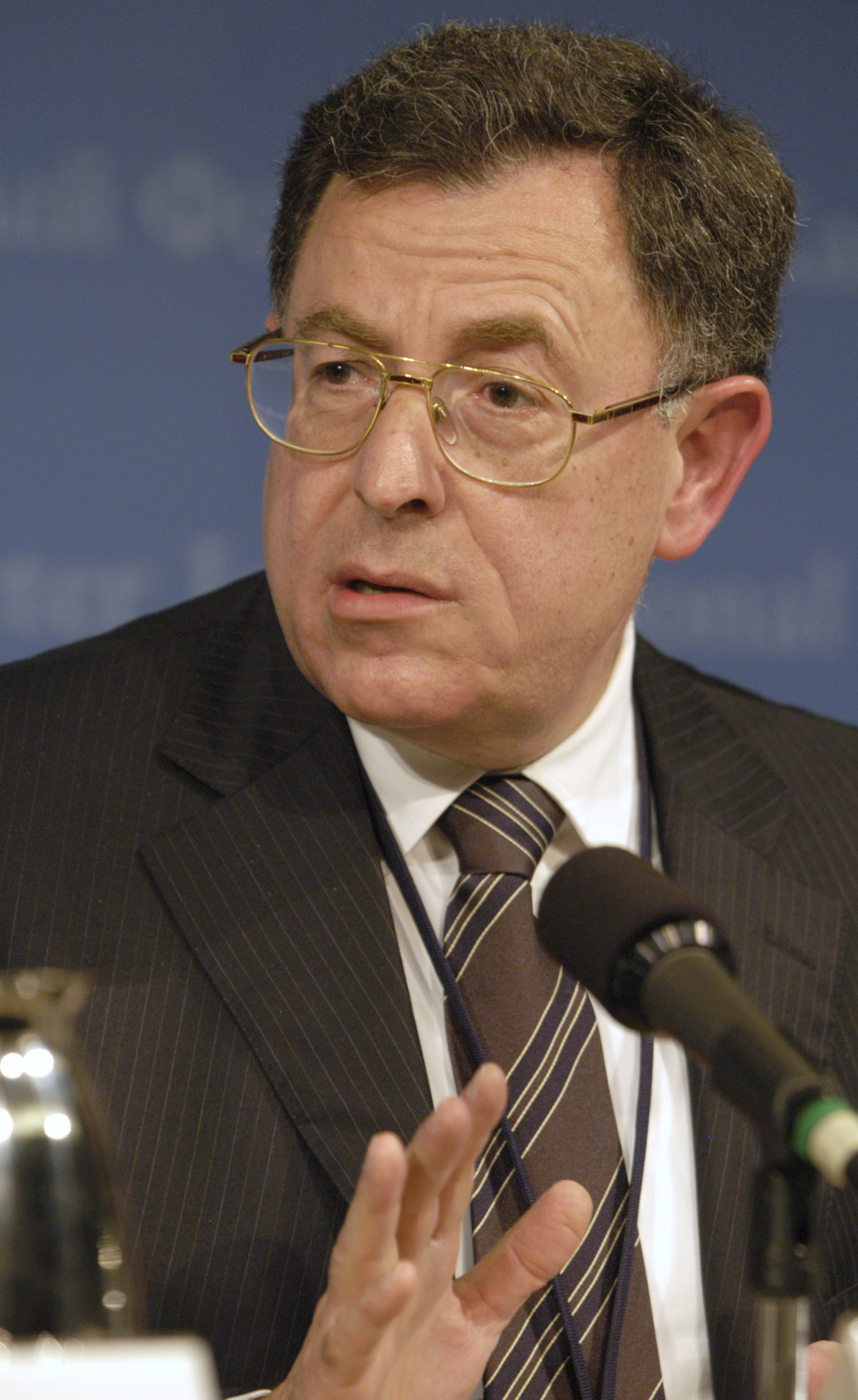
Фуад Сіньора, прем'єр-міністр Лівану (2005–2009) рр.

Чинна конституція країни була прийнята в 1926, в період французького мандата. У подальший період у неї неодноразово вносилися поправки та зміни (останні — в 1999).
Згідно з конституцією, Ліван — республіка. Законодавча влада належить парламенту (палаті депутатів), виконавча влада — президенту республіки, який здійснює її за допомогою кабінету міністрів. Судова влада представлена судами різних інстанцій; судді, за конституцією, незалежні при відправленні правосуддя.
Особливість конституційної системи Лівану — конфесійний принцип, відповідно до якого при призначеннях на вищі державні пости дотримується певний баланс між представниками різних релігійних громад. Він був закріплений в «Національному пакті» — угоді, улагодженій в 1943 між президентом країни (маронітом) і прем'єр-міністром (сунітом). Відповідно до нього, пост президента повинен займати мароніт, прем'єр-міністра — суніт, пост голови парламенту — шиїт, заступників прем'єр-міністра і голови парламенту — православні й т. д. Відповідна норма представництва від різних громад встановлена в парламенті, уряді та при розподілі місць в окремих міністерствах і відомствах.
Парламент Лівану (палата депутатів) здійснює функції законодавчої влади, приймає державний бюджет, контролює діяльність уряду, розглядає найважливіші міжнародні договори та угоди до ратифікації їх президентом, обирає членів Верховного суду. Рішення ухвалюються відносною більшістю голосів, проте для зміни конституції та обрання президента необхідно зібрати дві третини голосів.
Парламент обирається строком на 4 роки, причому за кожною з релігійних громад закріплено певну кількість місць. Раніше представники християнських конфесій володіли більшістю місць, проте, відповідно до Хартії національної згоди (Таїфськімі угодами), між християнськими та мусульманськими депутатами був встановлений паритет. У наш час[коли?] в ліванському парламенті 128 депутатів, зокрема 64 християни (34 мароніти, 14 православних, 8 греко-католиків, 5 вірмено-григоріан, 1 вірмено-католик, 1 протестанта, 1 представника християнських меншин) і 64 мусульмани (27 сунітів, 27 шиїтів, 8 друзов і 2 алавіти).

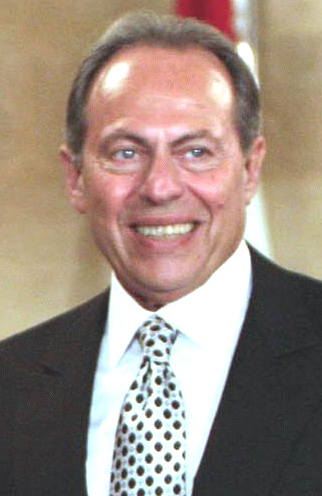
Еміль Лахуд, президент Лівану (1998–2007) рр.

Президент. Глава держави та виконавчої влади — президент. Він розробляє основи політики країни, призначає і зміщує міністрів і керівників місцевої влади. Президент має право «зі схвалення Ради міністрів» достроково розпускати парламент, а також ввести в дію будь-який терміновий законопроєкт, затвердити надзвичайні та додаткові асигнування засобів. Він оприлюднюватиме закони, прийняті парламентом і забезпечує їх виконання за допомогою відповідних ухвал. Глава держави може відкласти вступ у силу парламентського закону (для подолання вето президента необхідно набрати абсолютну більшість голосів парламентаріїв). Конституція надає йому право вести переговори про укладення міжнародних договорів із подальшим повідомленням про це парламенту, ратифікувати договори, призначати послів Лівану за кордоном. Президент користується також правом помилування і т. д.
Президент Лівану обирається парламентом строком на 6 років і звичайно не може бути переобраний на другий термін поспіль, однак на практиці відбувається інакше — і передостанній президент Еміль Лахуд, і його попередник, відпрацювавши свої каденції, подовжувались у перебуванні на президентській посаді в силу внутрішньополітичних обставин і зовнішнього тиску. Конституція передбачає можливість висунення парламентом звинувачення проти президента перед Верховним судом у разі порушення ним конституції або державної зради. Для висунення такого звинувачення необхідна підтримка не менше двох третин членів парламенту. З 25 травня 2008 року президент Лівану — Мішель Сулейман.
Уряд Лівану — Рада, або кабінет міністрів. Він очолюється прем'єр-міністром. Прем'єр-міністр призначається президентом після консультації з депутатами парламенту і формує уряд. Склад кабінету офіційно затверджується президентом; уряд повинен одержати вотум довіри в парламенті. Прем'єр-міністр вносить законопроєкти до парламенту (за узгодженням із президентом). Після вбивства Рафіка Харірі, з 19 липня 2005 до 9 листопада 2009 року посаду прем'єр-міністра було Фуад Сіньора. З 13 червня 2011 року прем'єр-міністр Лівану — Наджіб Мікаті.
Система загальногромадянських судів (на чолі з Верховним судом) складається з юридичних (кримінальних і громадянських) і адміністративних судів. Паралельно існують суди релігійних громад, які самостійно діють у рамках своєї компетенції.

### Політичні партії
Див. статтю Політичні партії Лівану.
В Лівані, на відміну від країн Заходу, партії не грають провідної ролі в політичній системі країни. Серед 128 депутатів ліванського парламенту не більше 40 перебувають у тій або іншій політичній партії. Більшість партій користуються підтримкою окремих релігійних громад або склалися навколо тих або інших політичних лідерів, керівників кланів і впливових сімей.
Найбільші сучасні партії: Сучасність заради майбутності (36 членів у парламенті), Прогресивна соціалістична партія (16 місць), Амаль (15), Хізбалла (14), Вільна національна течія (14).

### Збройні сили
В період громадянської війни в Лівані центральні озброєні сили практично розпалися, а всі основні протиборчі угрупування мали свої військові формування. Надалі урядова армія була відновлена і в 1990-х зуміла узяти під контроль територію країни; велика частина ополчень була роззброєна. Досягнута угода передбачала, що в регулярну армію віллються 20 тисяч ополченців, зокрема 8 тис. бійців Ліванських сил, 6 тис. бійців «Амаль», 3 тис. членів друзськіх ополчень, 2 тис. — «Хізбалла» і 1 тис. — християнських загонів «Марада».
У 1996 збройні сили країни налічували 48,9 тис. осіб (зокрема сухопутні війська — 97,1 %, військово-морський флот — 1,2 %, військово-повітряні сили — 1,7 %).
«Армія Південного Лівану», що розміщувалася на Півдні країни, союзна Ізраїлю, припинила своє існування у 2000 після виведення ізраїльських військ. Озброєні формування в південній частині Лівану зберегла «Хізбалла», яка на початок Лівано-Ізраїльського конфлікту 2006 року фактично контролювала територію південного Лівану.
У країні розміщені 5600 солдатів сил ООН по підтримці миру. Частина сирійського військового контингенту, що налічував наприкінці 1990-х років 35,5 тис. вояків, була виведена у 2001.

## Економіка

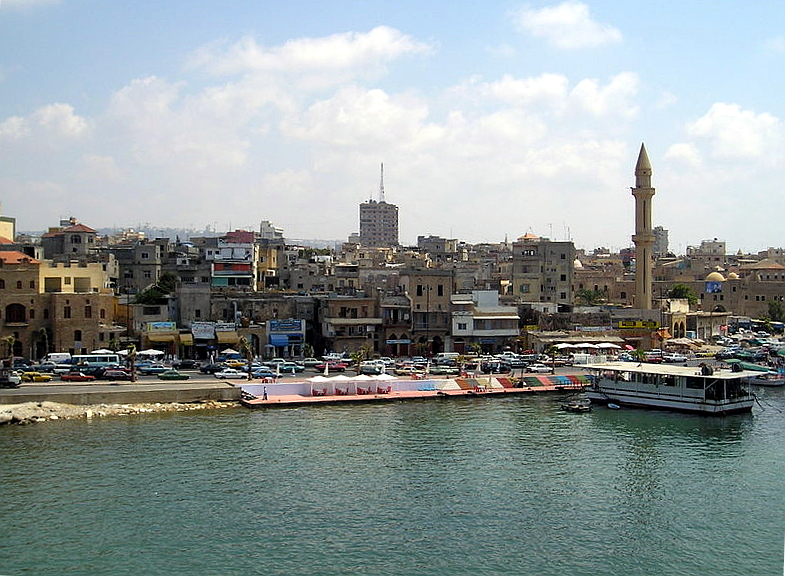
Сайда (Сідон) — великий торговельний та промисловий центр південного Лівану

Національний дохід. Ліван належить до нечисленної групи держав світу, в яких у сфері обслуговування і торгівлі створюється більша частина річного національного доходу. Бейрут історично розвивався як міжнародний фінансовий центр, куди стікалися кошти, вторговані від експорту нафти зі всього Близького Сходу. Тривалі торгові й культурні зв'язки як із європейськими, так і з арабськими державами дозволили Лівану перетворити торгівлю на один із найважливіших секторів економіки.
З 1950 по 1975 національний дохід Лівану збільшувався в середньому більш ніж на 8 % на рік. Після 1975 цей показник знизився приблизно до 4 %. У 1993 валовий внутрішній продукт (ВВП) обчислювався в 7,6 млрд дол., а в 1995 досяг 11,7 млрд дол. Середньорічне зростання ВВП на душу населення з 1986 по 1995 становив 8,4 %.
ВВП на 1998 — 17,2 млрд дол., реальне зростання ВВП в 1990—1998: 7,7 %. Зростання інфляції в 1990—1998 склало 24 % (у 1998 — 3 %). Зовнішній борг у 1998 — 6,7 млрд дол.
Валютні запаси країни, включаючи золотий запас, у 1996 оцінювалися у 8,1 млрд дол. Загальний зовнішній борг Лівану в 1996 приблизно дорівнював 1,4 млрд дол., а внутрішній борг — 5,8 млрд дол. Проте до 2003 приріст ВВП склав 2 %, таким чином ВВП оцінювався в 17,61 млрд дол. США, а на душу населення — 4,800 дол. США. ВВП по секторах розділяється на: сільське господарство — 12 %, індустрію — 21 %, сферу послуг — 67 %.
Зайнятість. У 1994 32,2 % всього населення, або 938 тис. осіб належало до економічно активної групи суспільства. З них у секторі послуг було зайняте бл. 39 %. Відповідні показники для промисловості дорівнювали 23 % і 24 %, а для сільського господарства 38 % і 19 %. У 1993 рівень безробіття, за даними Загальної конфедерації трудящих Лівану, становив 35 %. Безробіття в 1999 — близько 30 %.
Транспорт. Внутрішні перевезення переважно здійснюються автомобільним транспортом. Особливо важливе значення мають прибережне шосе, прокладене з півночі на південь від кордону з Сирією, через міста Триполі, Бейрут і Сайду до кордону з Ізраїлем, і шосе, що проходить зі сходу на захід, від Бейрута до столиці Сирії Дамаску, яке перетинає гори Лівану. Протяжність залізничних колій становить бл. 400 км. Залізниці використовуються епізодично для транспортування вантажів. Перевезення з Лівану за межі близькосхідного регіону здійснюються повітрям і морем. Бейрутській міжнародний аеропорт функціонує з кінця 1940-х років, відтоді він був значно розширений, особливо після реконструкції в 1992. Компанія «Мідл іст ейрлайнз», заснована в 1945, здійснює регулярні рейси з Бейрута в інші країни Близького Сходу і до Європи. Розширений і модернізований також Бейрутській морський порт.
Сільське господарство. На узбережжі вирощують банани й цитрусові (апельсини, лимони та ін.), в передгір'ях оливки та виноград, вище в горах — яблука, персики, груші та вишня. Основні плодові культури — апельсини і яблука, а також виноград. Важливе товарне значення мають також овочі й тютюн. Наголошується зростання виробництва пшениці і ячменю, але потреби в них не задовольняються повністю за рахунок внутрішніх ресурсів. Тваринництво не грає в Лівані тієї ролі, яку воно придбало в інших країнах Близького Сходу. У 1995 в країні налічувалося 420 тис. голів кіз, 245 тис. голів овець, 79 тис. голів великої рогатої худоби.
Промисловість. Ліванська промисловість одержала могутній імпульс до розвитку під час Другої світової війни в результаті скорочення імпорту і блокади торгових шляхів Середземномор'я. Післявоєнний економічний бум значно розширив внутрішній ринок, що дало можливість багатьом ліванським підприємствам вижити, попри конкуренцію із закордонними виробниками. Великими ринками збуту для продукції промисловості Лівану стали арабські нафтовидобувні держави. Зростання індустріального виробництва зберігалося, попри труднощі, викликані браком палива та електроенергії, а також хаосом, що панував у країні після початку громадянської війни в 1975. За даними на середину 1990-х років, у промисловості створювалося бл. 18 % валового національного продукту.
Основою ліванського промислового сектора є чималі нафтопереробні та цементні заводи. Перші, розташовані в Триполі та Сайді, одержують нафту по трубопроводах з Іраку і Саудівської Аравії. Серйозні позиції утримує також харчова (включаючи цукрову) і текстильна промисловість. У країні розвинене виробництво одягу, взуття, паперу і паперових виробів, меблів і інших товарів із дерева, хімічних продуктів, медикаментів, електроприладів і друкарської продукції.
За винятком нафтопереробних і цементних заводів, більшість місцевих фабричних підприємств належать до дрібних. Провідний індустріальний центр — Бейрут, серед інших виділяються Триполі й Захла.
Зовнішня торгівля. Зовнішня торгівля грає важливу роль в економіці Лівану. Вартість імпорту в 1998 — 7,1 млрд дол., експорту — 0,7 млрд дол.
Загальний приплив капіталу досяг 6,7 млрд доларів, і у результаті позитивне сальдо в 1995 склало 259 млн доларів. Основними статтями ввезення були електроустаткування, транспортні засоби, метали, корисні копалини та харчові продукти. Майже третина імпорту припадає на західноєвропейські країни; великими постачальниками товарів до Лівану також є США, Японія і сусідні арабські держави. Основні статті експорту — папір і паперові вироби, текстиль, фрукти та овочі, а також ювелірні вироби. Понад 60 % експорту прямує в нафтовидобувні держави Перської затоки, головним чином до Саудівської Аравії.
Великий зовнішньоторговельний дефіцит із лишком перекривається надходженнями фінансових коштів з-за кордону. Озброєна боротьба, що почалася в Лівані в 1975 і що продовжувалася до 1983, лише трохи вплинула на ввезення капіталу. Довіра до ліванської валюти, досвід і компетентність ліванських банкірів, гарантована законом таємниця внесків, а також політика вільної торгівлі та грошового звернення робили країну привабливою для інвесторів із нафтовидобувних арабських держав.
Прагнення Сирії поставити під свій контроль Ліван кардинально змінило ситуацію: впав курс ліванського фунта, промислова інфраструктура країни була зруйнована, почався відплив капіталу. Ситуація частково змінилася після призначення в жовтні 1992 на пост прем'єр-міністра країни мільярдера Рафіка Харірі й активного відновлення центрального ділового району Бейруту, що почалося. Відновні роботи фінансувалися за рахунок продажу скарбничих зобов'язань, що привело до виникнення внутрішнього боргу, збільшеного до кінця 1995 до 7,1 млрд дол.

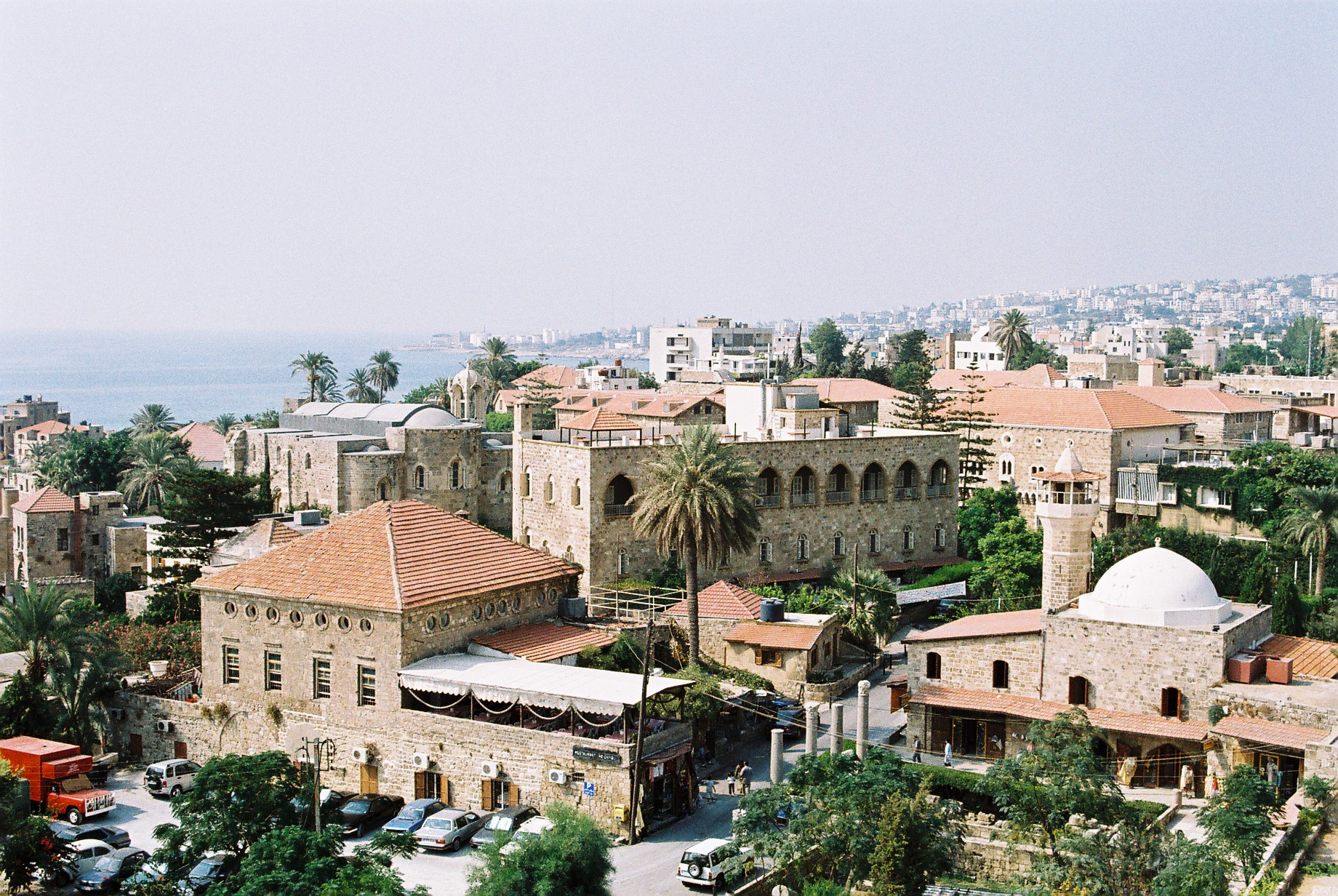
Біблос, 2003

Туризм. До другої світової війни туризм у Лівані обмежувався декількома гірськими курортами, що привертали невелике число відпочивальників у літній час. Значне розширення мережі готелів, ресторанів і нічних клубів відбулося після 1950. Розвитку галузі сприяли вільний обмін валюти, спрощені митні правила, а також надійне регулярне сполучення з сусідніми країнами. Унаслідок цих заходів доходи від туризму з 1950 по 1975 збільшилися більш ніж у 10 разів, але в подальші роки на них негативно позначилися озброєні зіткнення в країні та руйнування найбільших готелів. У середині 1990-х років позиції туристичного сектора в ліванській економіці були частково відновлені, і в 1994 в Лівані побували 332 тис. туристів.
Валюта і банківська система. Грошовою одиницею Лівану є ліванський фунт, що складається зі 100 піастрів. Грошова емісія здійснюється державним Банком Лівану. Згідно із законом фунт повинен бути забезпечений золотом як мінімум на 30 %. У 1996 золотий запас країни становив 3,4 млрд доларів.
Після банкрутства в 1966 найбільшого з приватних банків Лівану, «Інтрабанку», уряд посилив контроль над фінансовою системою. Після початку в 1975 військових дій державний нагляд за банками слабшав, але довіра до нього збереглася, тому в 1975—1990 розорилося лише декілька ліванських банків. На початку 1990-х років у Бейруті діяли 79 банків, загальні активи яких тільки за 1993—1995 зросли з 10,9 млрд до 18,2 млрд дол. Нині[коли?] рух капіталу на Близькому Сході здебільшого контролюється ліванськими фінансистами.
Державний бюджет. Фінансова система Лівану в цілому консервативна. Податки в Лівані традиційно низькі, і в 1993 були вчергове зменшені: максимальна ставка прибуткового податку склала 10 %, податку на прибуток — 10 % і на дивіденди — 5 %. У 1994 державні доходи дорівнювали 1 млрд дол. при витратах 2,4 млрд дол. Основними витратними статтями бюджету були обслуговування державного боргу (35 %), зарплата державним службовцем (32 %), оборона (22 %) і освіта (10 %).

## Суспільство

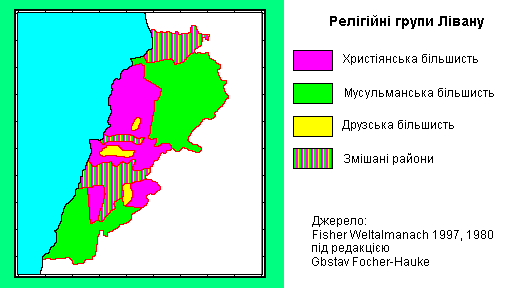
Релігійні групи Лівану

Соціальна структура. Найважливіша відмінна риса ліванського суспільства полягає в існуванні безлічі різних релігійних громад. Найбільшою християнською конфесією, яка охоплює близько чверті населення країни, є мароніти. До 17 ст. до маронітів відносилися переважно селяни, що проживали в північній частині Гірського Лівану, де колись керівною ланкою була династія Шехаб. Протягом подальших століть представники цієї релігійної громади розселилися по інших районах. Другу за чисельністю позицію в християнському середовищі займають православні, які зосереджені насамперед в містах, а також у ряді сільських районів, наприклад в Ель-Кура. Ще одну велику християнську громаду представляють греко-католики, що проживають перш за все в містах, особливо в Захлі (у долині Бекаа). Дві мусульманські громади, суніти й шиїти, разом складають понад 50 % населення країни. Суніти в більшості своїй містяни: вони широко представлені в таких міських центрах, як Бейрут, Триполі та Сайда. Шиїти, навпаки, віддають перевагу сільському способу життя і складають більшість на півночі долини Бекаа і в південному Лівані. Друзи, як і шиїти, переважно сільські жителі; вони зосереджені головним чином у південній
частині Гірського Лівану і в передгір'ях гірської системи Антиліван.
Серед вірмен — найзначнішого неарабського етносу в Лівані — одні належать до послідовників вірмено-григоріанської церкви, інші — вірмено-католики. У країні є також невеликі громади яковитів, сиро-католиків, несторіан, католиків римського і халдейського обрядів та юдеїв.
Міграційні процеси. До здобуття незалежності в роки Другої світової війни Ліван був аграрною країною. Проте відтоді відбувалася великомасштабна міграція в міста, в яких у 1996 опинилося зосереджено 87 % жителів (переважно в Бейруті, Триполі, Сайді та Захлі). У 19 ст. почалася активна і значна еміграція населення з Лівану, переважно до Північної та Південної Америки, Західну Африку і до Австралії. Багато ліванських емігрантів, принаймні першого покоління, навіть якщо вони виїжджають із Лівану назавжди, не втрачають відчуття єднання з батьківщиною. У 1960 був утворений Всесвітній ліванський союз, у завдання якого входило сприяння контактам емігрантів із Ліваном. Багато вихідців із Лівану, що, як правило, здобули хорошу освіту або кваліфікацію, прямують у пошуках роботи в інші арабські країни, головним чином у нафтовидобувні держави Аравійського півострова.
Соціальне забезпечення. Ліван став першою арабською країною, де була прийнята розгорнена програма страхування. Ця програма гарантує безкоштовне медичне обслуговування і стаціонарне лікування за пониженими цінами для понад 600 тис. людей, зайнятих у приватному секторі. Програма фінансується коштом приватних внесків і державних субсидій. Соціальне законодавство Лівану також забезпечує виплату посібників із безробіття і регулює працю неповнолітніх. Багато релігійних добродійних організацій і інші суспільні об'єднання фінансують зміст притулків для сиріт і різні соціальні проєкти.

## Культура

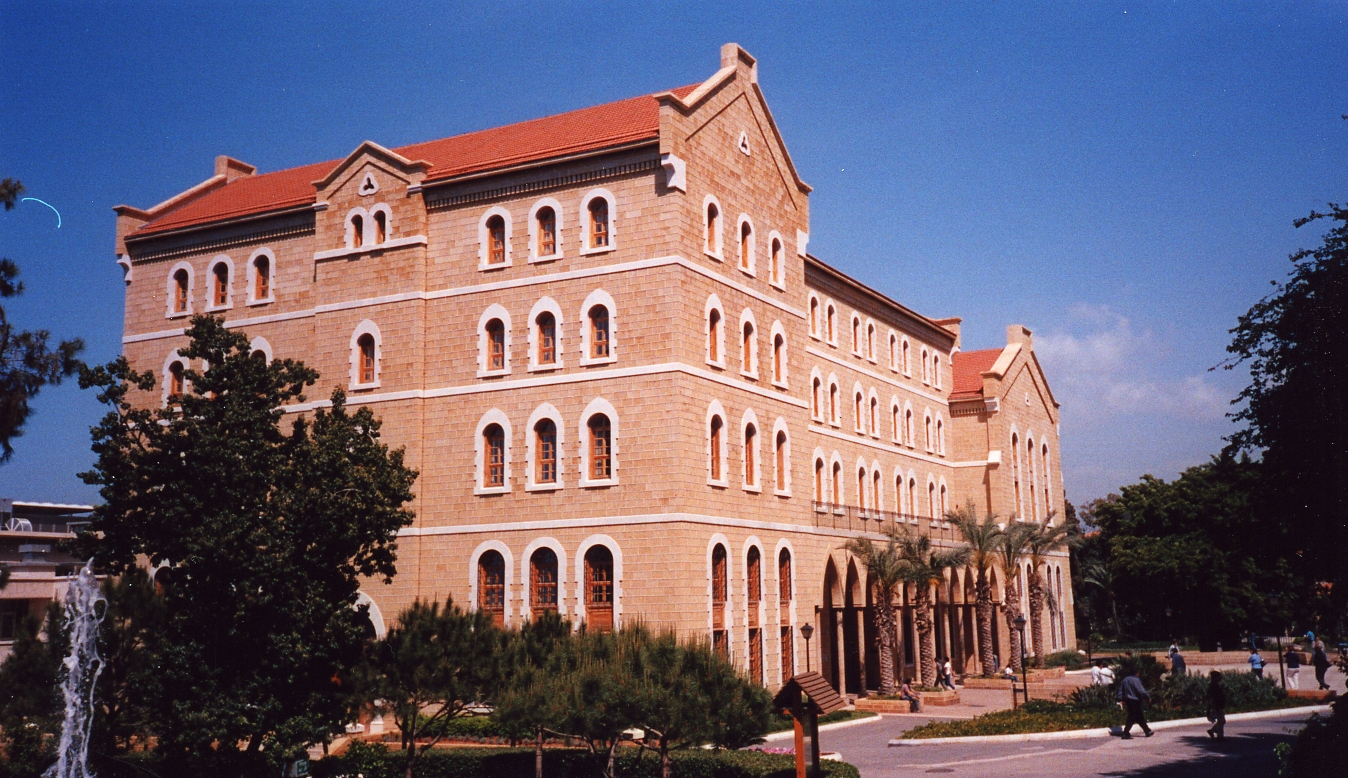
Американський університет Бейруту

Народна освіта. Система освіти в Лівані включає п'ятирічну початкову і семирічну середню школу, а також професійні училища з чотирилітнім терміном навчання і Ліванський університет у Бейруті. Деякі з найкращих приватних шкіл були засновані іноземними католицькими (переважно французькими) і протестантськими (переважно британськими та американськими) місіонерами ще на початку 19 ст. Вони створювалися також місцевими християнськими церквами, приватними особами й мусульманськими організаціями. Приватні школи спочатку мали свої власні навчальні програми, які поступово все більше стали зближуватися з навчальними планами державних шкіл.
Ліван виділяється в арабському світі найвищим рівнем письменності населення. У 1995 грамотними були 92,4 % всіх жителів Лівану старше 15 років.
З семи університетів Лівану, в яких у 1993/1994 було зазначено бл. 75 тис. студентів, старий і найпрестижніший — Американський університет, заснований в 1866 як Сирійський протестантський коледж. Навчання ведеться англійською мовою. Відомий також університет Сент-Жозеф, організований у Бейруті французькими єзуїтами в 1881. У 1953 в Бейруті був створений Ліванський університет, а в 1960 — Арабський університет (філіал Олександрійського університету в Єгипті). У 1950 в Джунії відкрився університет Сент-Еспрі-де-Каслік. Є також декілька коледжів, що спеціалізуються в таких областях, як вища освіта, теологія і музика.
Видавнича справа. Відродження арабської літератури в 19 ст. стало результатом праці ліванських філологів і публіцистів. Завдяки їхнім зусиллям відродився інтерес до класичної середньовічної спадщини та сформувався сучасний арабський літературний стиль. Родоначальниками арабської журналістики не тільки в Лівані, але і в інших арабських країнах був Ліван, перший національний, що заснували, видавництва. Ліван як і раніше зберігає славу провідного центру журналістики й друкарської справи в арабському регіоні. Газети, що видаються в Бейруті, і журнали називають «парламентом арабського світу», оскільки саме на їх сторінках ведуться суспільні дискусії з проблем, що хвилюють всіх арабів. У першій половині 1990-х років у країні виходили у світ 16 щоденних газет загальним тиражем 500 тис. екземплярів, а також публікувалася щотижнева і щомісячна періодика на арабській, французькій, англійській і вірменській мовах.
Радіо і телебачення. З 1975 року в країні діяла безліч радіо- і телестанцій. У листопаді 1996 уряд Лівану під натиском сирійської влади скоротив число телевізійних станцій до п'яти. На 2001 рік вони належали прем'єр-міністру Рафіку Харірі, міністру внутрішніх справ Мішелю аль-Мурру, ліванському мільярдеру Ісаму Фарісу на паях із міністром Сулейманом Франжія, організації «Хізбалла» та голові Палати депутатів Набіху Беррі. У 1995 населення країни користувалося 2247 тис. радіоприймачів та 1100 тис. телевізорів.
Установи культури. У Лівані налічується 15 великих бібліотек, зокрема Національна бібліотека в Бейруті, що є також депозитарієм документів ООН, та найбільша в країні бібліотека Американського університету. Серед провідних ліванських музеїв виділяються Бейрутський національний музей, який служить основним сховищем фінікійської старовини, та музей Американського університету.
Свята. До головних національних свят відносяться День незалежності, що припадає на 22 листопада, та День мучеників, що відзначається 6 травня в пам'ять страти ліванських патріотів турками-османами в 1916 році. Основними релігійними святами вважаються християнські Різдво, Новий рік і Великдень та мусульманські Новий рік, свято жертвопринесення ід аль-адха (курбан-байрам) і день народження пророка Мухаммеда.